# La Massana
La Massana é uma paróquia (ou freguesia) do noroeste do coprincipado de Andorra, sua capital é a cidade de La Massana. Outros centros urbanos dessa paróquia incluem Pal, Arinsal, Anyós, Erts, Sispony, L'aldosa e Escàs.
Os principais rios que cortam esta região são o Valira do Norte, o rio de Pal e o rio Montaner. Dentro dos limites da paróquia existem também quatro lagos: o lago das Trutas, o dos Forcats, o lago Montmantell e o lago Negro.
Essa paróquia conta com algumas das montnhas mais altas de Andorra: o Coma Pedrosa (a mais alta com 2.942m), o Medecorba, o Racofred, o Pico de Sanfons, entre outros.

## Património

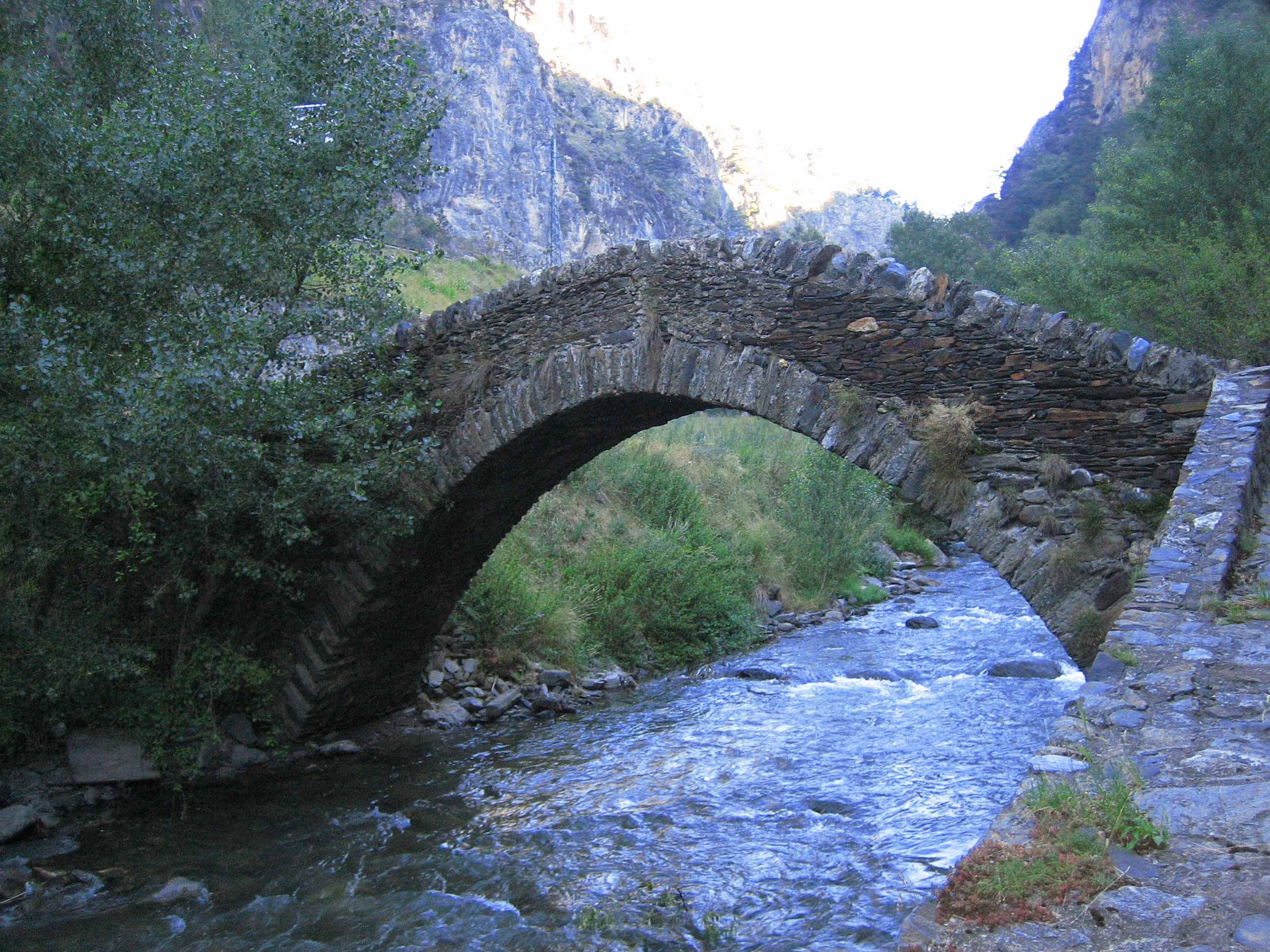
Ponte de Santo Antônio

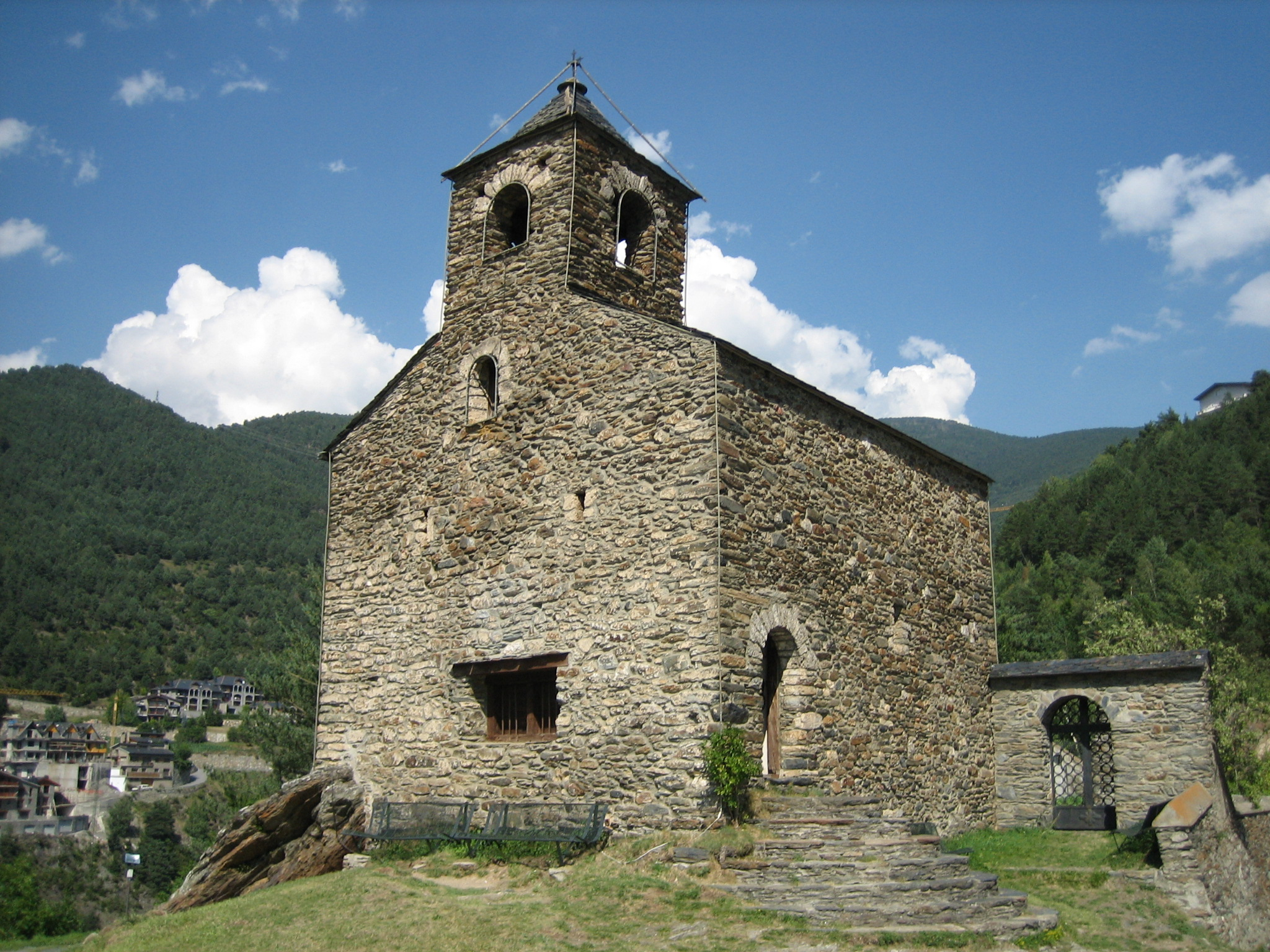
Igreja de Sant Cristòfol d'Anyós

- Igreja de Sant Cristòfol d'Anyós